# Lin Biao
Lin Biao, född 5 december 1907 i Huanggang, död 13 september 1971, var en kinesisk militär och kommunistisk politiker.

## Biografi
År 1926 utexaminerades Lin Biao från Militärhögskolan i Whampoa, och följande år blev han medlem i Kinas kommunistiska parti. Han blev tidigt en trogen anhängare till Mao Zedong och förde befälet över den kommunistiska 1:a armékåren i kampen mot Chiang Kai-sheks Kuomintangstyrkor. Under Den långa marschen (1934-1935) förde han befälet över kommunisterna förtrupper. Mellan 1938 och 1942 uppehöll han sig i Sovjetunionen. Efter hemkomsten blev han 1945 ledamot i Centralkommittén i Kinas kommunistiska parti. Under det kinesiska inbördeskriget mot Chiang Kai-shek erövrade hans trupper Manchuriet och skapade därmed en viktig förutsättning för de kommunistiska styrkornas seger 1949.
1954 blev han en av Folkrepubliken Kinas ställföreträdande premiärministrar, 1955 marskalk (den yngste av totalt tio) och ledamot av kommunistpartiets politbyrå, och efter Lushankonferensen 1959 ersatte han Peng Dehuai på posten som försvarsminister. 1966 engagerade han sig starkt i kulturrevolutionen och skrev bl.a. ett berömt förord till en nyutgåva av Maos lilla röda. Efter utrensningen av Liu Shaoqi utsågs han officiellt till Maos efterträdare och beskrevs som sådan i KKP:s nya partistadgar som antogs vid partiets nionde kongress i april 1969.
Omständigheterna kring hans död 1971 är oklara. Enligt den officiella kinesiska historieskrivningen planlade han en statskupp tillsammans med sin hustru Ye Qun och son Lin Liguo, men fann snart att planerna avslöjats. Då försökte han och hans familj fly ut ur Kina, men det flygplan som skulle föra dem till Sovjetunionen havererade den 13 september 1971 i Chentij-provinsen i Yttre Mongoliet. Oavsett om denna version av händelseförloppet stämmer var Lins död ett hårt slag för Maos anseende och början på slutet för kulturrevolutionen.

## Skrifter i svensk översättning
- Lin, Biao (1965). Leve segern i folkkriget: till 20-årsminnet av det kinesiska folkets försvarskrig mot Japan. Göteborg: Danelius. Libris 686280
- Lin, Biao (1967). Kamrat Lin Piaos brev till ledamöterna i Kinas kommunistiska partis militärkommissions ständiga kommitté den 22 mars 1966.. Göteborg: Danelius. Libris 701406
- Lin, Biao (1969). Rapport till Kinas kommunistiska partis nionde Nationalkongress: hållen 1 april och antagen 14 april 1969. Peking: Förlaget för utländska språk. Libris 11367811